# Orfű
Orfű ist eine ungarische Gemeinde im Kreis Pécs im Komitat Baranya.

## Geschichte
Der Ort wurde erstmals 1332 in Form von Orfew erwähnt. Während der Befreiungskriege verlor das Dorf seine Einwohner und wurde erst am Anfang des 19. Jahrhunderts von deutschen und ungarischen Familien wieder besiedelt. In den 1970er Jahren wurden in der Umgebung drei künstliche Seen angelegt.

## Gliederung
Die Gemeinde gliedert sich in 5 Ortsteile (Orfű, Mecsekrákos, Bános, Mecsekszakál, Tekeres).

## Lage
Orfű liegt 15 Kilometer nördlich der Stadt Pécs in einem landschaftlich reizvollen Tal des Mecsek-Gebirges. Etwa 5 Kilometer entfernt, in Abaliget, befindet sich eine Tropfsteinhöhle. In direkter Nachbarschaft befindet sich das 2012 neu erbaute Thermalbad Magyarhertelend.

## Freizeit und Tourismus
Das Gemeindegebiet von Orfű liegt an drei künstlich angelegten Seen (Orfűi-tó oder auch Kis-tó, Pécsi-tó und Herman-Ottó-tó). Während die beiden erstgenannten Seen zum Baden, Segeln geeignet sind, ist der Herman-Ottó-tó ein Naturschutzgebiet, wo nur Angeln erlaubt ist. Am Pécsi-tó gibt es einen Segelclub. In den Sommermonaten kann man rund um den großen See eine Vielzahl an Wassersportmöglichkeiten (Kanu, Wasserwerfer, Segeln) nutzen. Es gibt auch ein Fischerdorf (Horgászfalu). Außerdem gibt es zahlreiche Ferienhäuser und Pensionen sowie zwei Reiterhöfe. Von dem auf einer Anhöhe gelegene Aussichtsturm (Kiláto) blickt man über das ganze Tal mit den Seen. Seit 2008 findet jedes Jahr Ende Juni die vielbesuchte Veranstaltung Fishing On Orfű statt, für die extra stündlich Busse zwischen Pécs und Orfű verkehren und welche neben Konzerten auch ein buntes Rahmenprogramm bietet.

## Verkehr
Das Freizeitgebiet um Orfű ist von der Großstadt Pécs aus über kurvenreiche Straßen durch das westliche Mecsekgebirge zu erreichen. Eine Bahnverbindung gibt es nicht. Es verkehren aber regelmäßig Busse ab Pécs. Seit Dezember 2010 besteht eine Radwegverbindung von Pécs nach Orfű.

## Sehenswürdigkeiten
Im Ort kann man ein Mühlenmuseum (Orfűi Malommúzeum) besuchen, dass 2016 mit Papiermühle, einer Wassermühle und einem Besucherzentrum ausgebaut wurde.